# Anomis sugama
Anomis sugama là một loài bướm đêm trong họ Erebidae.